# Tây Xuyên Vương
Tây Xuyên Vương (mất 292, trị vì 270–292) là vị quốc vương thứ 13 của Cao Câu Ly, vương quốc cực bắc trong Tam Quốc Triều Tiên. Ông là vương tử thứ hai của Trung Xuyên Vương, và được phong làm Thế tử năm 255. Ông lên ngôi sau cái chết của phụ thân vào năm 270. Vào tháng giếng âm lịch năm 271, ông lấy Vu Thấu (Usu), con gái đại sứ giả (daesaja) của Tây bộ (Seo-bu), và phong làm vương hậu.
Năm 280, người Túc Thận xâm lược Cao Câu Ly, quốc vương cử đệ là Cao Đạt Giả (Go Dal-ga) đẩy lùi giặc. Đạt Cổ chiếm Đàn Lô thành (Dallo-seong) và giết chết lãnh chúa, giải khoảng 600 hộ Túc Thận xuống miền nam Phù Dư. Tây Xuyên Vương phong cho Đạt Giả làm An Quốc quân (Anguk-gun) và giao chô ông kiểm soát quân đội cùng các bộ lạc Túc Thận và Uế Mạch.
Năm 286, hai đệ của Tây Xuyên Vương là Cao Dật Hữu (Go Il-u) và Cao Tố Bột (Go So-bal) lãnh đạo một cuộc nổi dậy, song đã thất bại và bị xử tội chết.
Tây Xuyên Vương mất năm 292, tại vị được 23 năm. Năm 296, quân Mộ Dung Hối tấn công Cao Câu Ly, đào bới mộ Tây Xuyên Vương.